# Krempdorf
Krempdorf (niederdeutsch: Krempdörp) ist eine Gemeinde im Kreis Steinburg in Schleswig-Holstein. Zu Krempdorf gehören die Ortschaften Groß Krempdorf und Klein Krempdorf sowie Gehrhof und Am Altendeich.

## Geografie und Verkehr
Krempdorf liegt etwa vier Kilometer nordöstlich von Glückstadt und zwei Kilometer westlich von Krempe. Die Kremper Au fließt durch das Gebiet der Gemeinde. Westlich verläuft die Bundesstraße 413 von Elmshorn nach Brunsbüttel.

## Geschichte
Krempdorf wurde im 12. Jahrhundert von holländischen Siedlern angelegt, die Struktur der Besiedlung und Entwässerung ist bis heute erhalten.

## Politik

### Gemeindevertretung
Bei der Kommunalwahl am 14. Mai 2023 wurden insgesamt neun Sitze vergeben. Diese fielen erneut alle an die Kommunale Wählervereinigung Krempdorf. Die Wahlbeteiligung betrug 58,9 %.

### Wappen
Blasonierung: „In Gold ein schreitender blauer Schwan mit erhobenen Flügeln und roter Bewehrung.“
Krempdorf zählt zu den so genannten sieben Kremper-Marsch-Dörfern. Diese Gemeinden haben ein einheitliches Wappen. Mehr dazu siehe: Amt Krempermarsch

## Persönlichkeiten
- Hans Schröder (1796–1855), Privatgelehrter und Lexikograf